# Фрідріх Штром
Фрідріх Штром (нім. Friedrich Strohm; 17 грудня 1908 — 24 вересня 1944) — німецький офіцер, оберст вермахту. Кавалер Лицарського хреста Залізного хреста з дубовим листям.

## Біографія
В 1927 році вступив в 13-й піхотний полк. З 1936 року — командир 4-ї роти 35-го піхотного полку. В серпні 1939 року переведений в штаб 470-го піхотного полку 260-ї піхотної дивізії. Учасник Французької кампанії та Німецько-радянської війни. З початку 1942 року — командир 1-го батальйону 470-го піхотного полку, з 1 квітня 1943 року — 3-го батальйону 480-го піхотного полку своєї дивізії. Відзначився у боях під Могильовом (зима 1943/44). З лютого 1944 року — командир 470-го гренадерського полку. Був смертельно поранений в бою.

## Звання
- Оберстлейтенант (1 травня 1944)
- Оберст (15 листопада 1944; посмертно заднім числом від 1 вересня 1944)

## Нагороди
- Медаль «За вислугу років у Вермахті» 4-го і 3-го класу (12 років)
- Залізний хрест
  - 2-го класу (16 червня 1940)
  - 1-го класу (23 серпня 1941)
- Штурмовий піхотний знак в сріблі
- Медаль «За зимову кампанію на Сході 1941/42»
- Нагрудний знак «За поранення» в сріблі
- Німецький хрест в золоті (21 квітня 1943)
- Почесна застібка на орденську стрічку для Сухопутних військ (7 жовтня 1943)
- Нагрудний знак ближнього бою в бронзі (28 листопада 1943)
- Лицарський хрест Залізного хреста з дубовим листям
  - лицарський хрест (18 січня 1944)
  - дубове листя (№613; 18 жовтня 1944)